# Střekov (hrad)
Střekov (německy Schreckenstein) je zřícenina hradu v Ústí nad Labem. Stojí na trachytové skále nad pravým břehem řeky Labe ve čtvrti Střekov, asi 2,5 kilometru jihovýchodně od centra města. Od roku 1963 je chráněn jako kulturní památka.
Hrad nechal založit pravděpodobně král Jan Lucemburský, který jeho stavbou pověřil Pešíka z Veitmile, kterému hrad v roce 1319 udělil v léno. Ještě téhož roku hrad získali Vartenberkové, kterým patřil až do počátku patnáctého století. Během patnáctého století se na Střekově vystřídala řada majitelů, ke kterým patřili kromě jiných míšenští markrabí, Kladenští z Kladna nebo Fictumové. Na počátku šestnáctého století se majiteli stali Glacové ze Starého dvora, kteří nechali starý hrad přestavět v pozdně gotickém slohu a přizpůsobili jej tak dobovým požadavkům na komfortní bydlení.
Nejdelší dobu Střekov zůstal v majetku Lobkoviců, kteří jej vlastnili v letech 1563–1945 a znovu se stali jeho majiteli v roce 1992. Příslušníci jejich rodu na hradě nesídlili, ale až do třicetileté války jej udržovali obyvatelný. Během ní byl hrad několikrát dobyt a vypálen a chátrání se nepodařilo zabránit ani po válce. Jako pevnost hrad sloužil ještě během sedmileté války. Částečnou obnovu a úpravu hradního areálu přineslo až období romantismu, kdy se zřícenina stala častým cílem návštěv významných osobností i běžných turistů, pro které byla na hradě v roce 1830 zřízena restaurace a později zřícenina v osmdesátých letech devatenáctého století a v letech 1911–1912 rozsáhle upravována.

## Historie
Střekov nechal mezi lety 1316 a 1319 vybudovat král Jan Lucemburský k ochraně labské plavby. Nový hrad tak převzal funkce ústeckého hradu, který vzápětí zanikl. Panovník stavbou pověřil pražského měšťana Pešíka z Veitmile, kterému hrad 1. ledna 1319 udělil v léno. Pešík hrad vlastnil jen velmi krátce, protože už v září stejného roku král Střekov se clem na Labi a vsí Budkov udělil v manství Janovi z Vartenberka.

### Vartenberkové

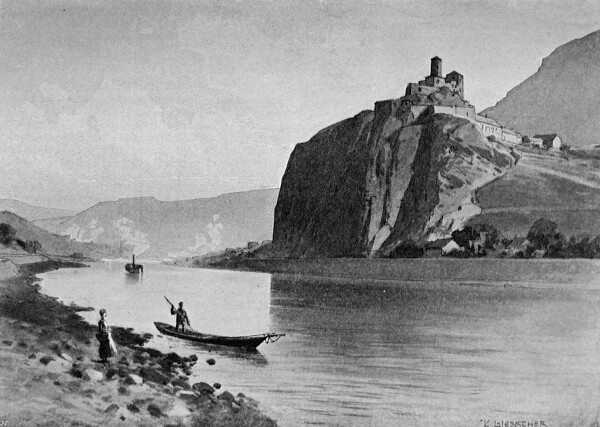
Střekov na kresbě Karla Liebschera

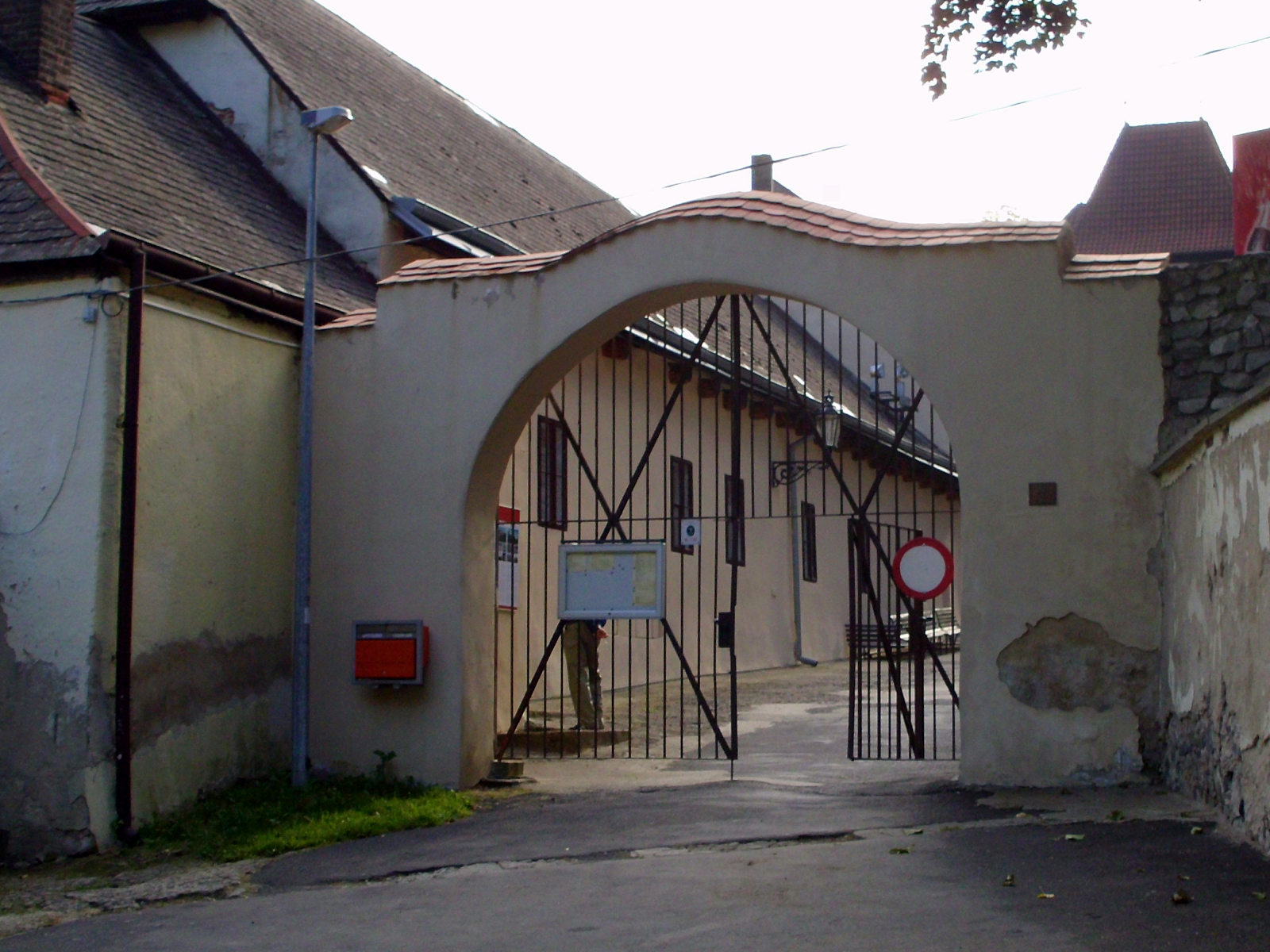
Brána do předhradí

V majetku Vartenberků hrad zůstal až do počátku patnáctého století. Jan z Vartenberka měl syny Jana a Beneše, z nichž střekovské panství se Svádovem a Libouchcem připadlo Benešovi, kterému majetek roku 1370 potvrdili Karel IV. a Václav IV. Z Benešových tří synů se nakonec jediným majitelem Střekova stal Václav Bílý z Vartenberka, který zemřel nejpozději v roce 1383 bez dědiců, a hrad proto připadl jako odúmrť panovníkovi. Václav IV. jej poté věnoval Janovi Děčínskému z Vartenberka, který byl poručníkem tří osiřelých synů děčínského Jana Gasta z Vartenberka. Z nich nejstarší Jan hrad se dvorem ve Svádově, labskými cly v Litoměřicích a Ústí nad Labem a desátky z vinic dne 12. května 1400 zastavil Ješkovi ze Vchynic na Syřevicích za 1400 kop grošů a Ješkovy statky v Syřevicích, Vrbičanech a Lukavci.

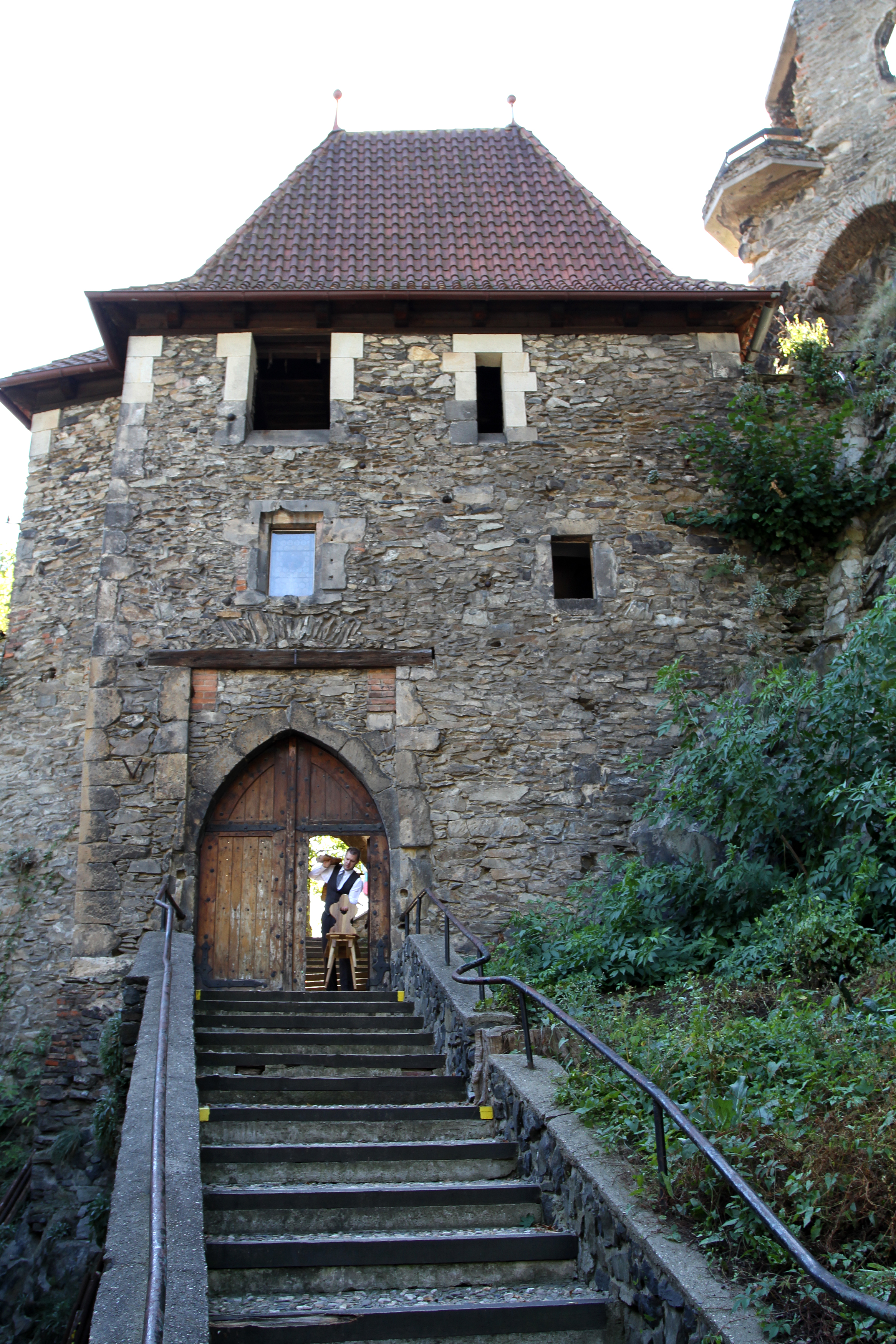
Brána druhého předhradí

Ješek nezaplatil celou dohodnutou částku, a proto se měl už v roce 1401 vrátit na Syřevice, které odmítl zapsat Janovi z Vartenberka do desk zemských. Zároveň zůstal na Střekově a Jan z Vartenberka mezitím Syřevice vyměnil za Vartu s Benešem z Kostomlat, který mu ji odmítl předat, pokud nebudou vyřešeny spory o Syřevice. Jan z Vartenberka proto Střekov oblehl. Obléhání ukončili až Václav z Vartenberka na Blansku a Bohuněk z Blahotic, kteří 18. července 1401 dohodli, že Jan zaplatí Ješekovi 700 kop grošů a Ješek mu Střekov vydá. Jan neměl dostatek peněz, a proto Ješkovi a jeho manželce Dorotě podepsal tři dlužní úpisy na celkem 500 kop grošů. Ješek mu poté přenechal platy ze střekovského panství, ale samotný hrad nevydal. Ješek mezitím zemřel, ale vdova nadále odmítala hrad vydat. Jan znovu prodal Syřevice, tentokrát Janu Kumpanovi, ale Ješkovi dědicové mu statek nevydali. Jan proto Střekov znovu oblehl, ale hrad se mu dobýt nepodařilo a obléhání ho stálo dalších 500 kop grošů.
Spory pokračovaly, ale hrad se roku 1403 dostal neznámým způsobem do držení míšeňského markraběte Viléma I., který jeho správou pověřil Dobuše a Otu z Bran. Markrabě se pokusil urovnat spor mezi Janem z Vartenberka a Dorotou, ale zřejmě neúspěšně. Jan pokračoval v bojích s Dobušem, kterého podporoval také Ota z Lukova, zástavní majitel Varty. Příměří mezi nimi se podařilo dohodnout až v závěru roku 1405, ale nepokoje trvaly i nadále. Situaci vyřešil až král Václav IV, kterému se podařilo Střekov ovládnout. V roce 1409 nebo 1410 jmenoval purkrabím Vlaška z Kladna, kterému hrad zapsal jako manství.

### Patnácté a šestnácté století
Během husitských válek byl hrad považován za velmi pevný, a zřejmě vůbec nebyl obléhán. Vlašek stál na katolické straně a na počátku válek v roce 1421 na Střekově poskytl úkryt roudnickému proboštovi Janovi a později také jeptiškám z teplického kláštera. Když se v roce 1422 na Litoměřicku pohybovala husitská vojska, Vlašek v obavě před obléháním požádal o pomoc míšeňského markraběte Viléma II. Míšeňská posádka potom na hradě zůstala nejméně do roku 1426.
Po Vlaškově smrti hrad zdědil jeho bratr Jetřich, který zemřel v roce 1442 nebo krátce poté. Jeho synové Václav a Vlach hrad vlastnili společně a jejich následovníkem se stal Jan Vlach z Kladna připomínaný na Střekově v letech 1468 a 1470. Ten se o střekovské panství rozdělil s Václavem Kladenským, kterému patřily Lovosice. Václav později Střekov zdědil a roku 1479 jej prodal bratrům Hanušovi a Lorencovi Glacům ze Starého dvora. Roku 1485 se bratři o svůj rozsáhlý majetek rozdělili a Střekov připadl Hanušovi, který významně rozšířil obytné prostory hradu v pozdněgotickém slohu. Architektonické detaily nesou znaky stavební hutě Kunce a Konráda Pflügera a stavitele Arnolda Vestfálského.

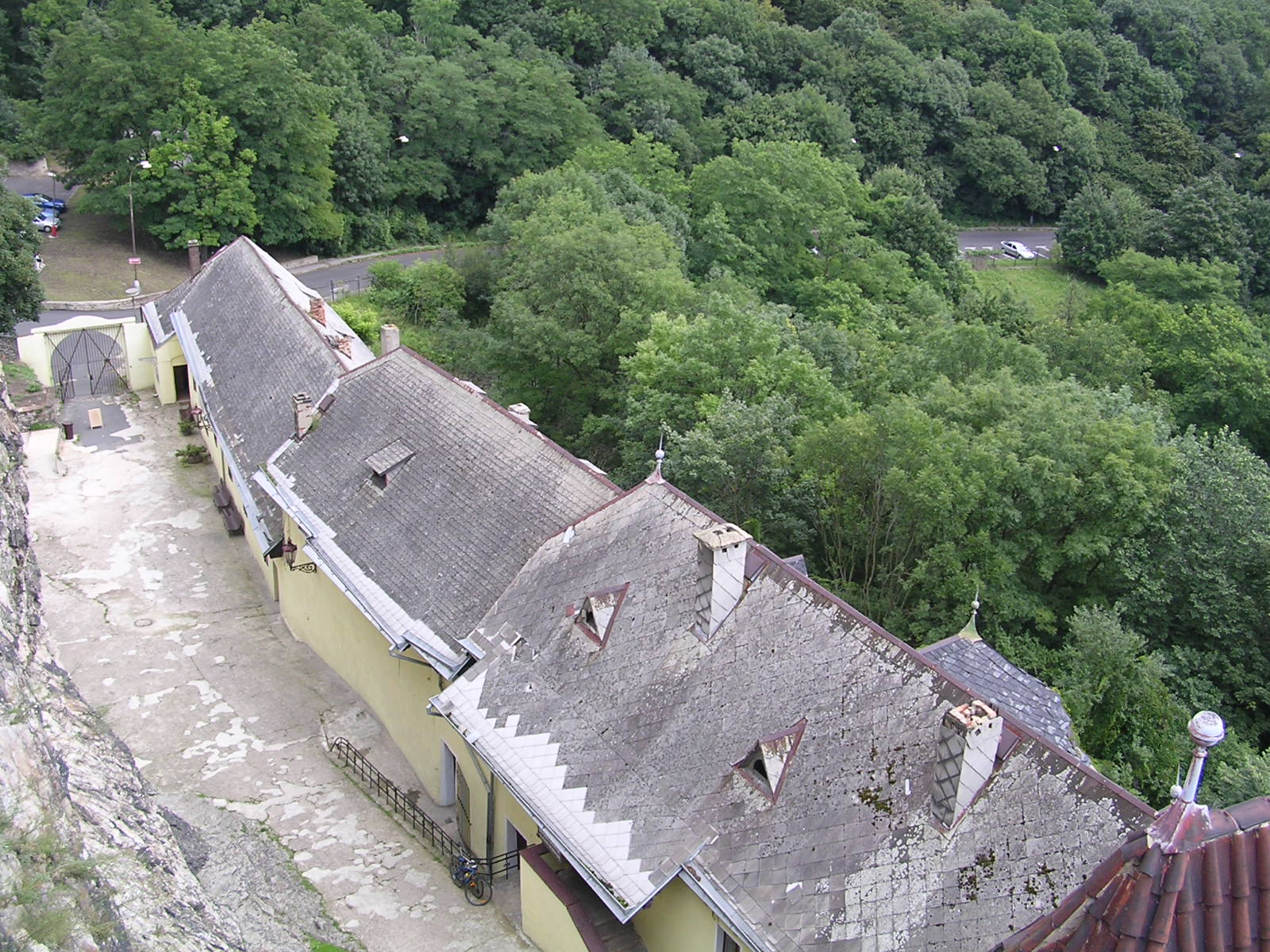
Budovy prvního předhradí

Hanuš Glac zůstal majitelem hradu až do roku 1506. Po něm následoval Opl z Fictumu, od kterého jej roku 1508 koupil nejvyšší kancléř Albrecht Libštejnský z Kolovrat. Zemřel o dva roky později a jeho majetek i s dluhy zdědili nevlastní synové Jan a Bernart z Valdštejna. Po Bernartově smrti Jan střekovské panství prodal Jaroslavovi ze Šelmberka, za něhož hrad spravoval purkrabí Václav z Nehvizdek. V roce 1532 Střekov s řadou vesnic získala jako úhradu dluhů Eliška z Fictumu. Krátce poté se majitelem panství stal Kašpar Dešenský ze Strojetic známý utiskováním poddaných, se kterými vedl řadu soudních sporů. Zástavní držení Střekova mu po požáru desk zemských potvrdil roku 1549 král Ferdinand I. Habsburský. Panství po něm zdědil syn Václav s dalšími bratry, kteří je v roce 1563 postoupili Václavovi z Lobkovic na Duchcově.

### Lobkovicové
Václav zchátralý hrad se svolením krále Maxmiliána opravil a začal jednat s královskou komorou o převodu panství do dědičného vlastnictví. Jednání přerušila jeho smrt v roce 1574 a převod dojednal až jeho syn Adam Havel Popel z Lobkovic roku 1599. Samotný hrad byl při jednáních oceněn na 1000 kop míšeňských grošů. Lobkovicům potom patřil až do roku 1945. Po Adamově smrti v roce 1605 majetek zdědil syn Václav Vilém Popel z Lobkovic. Ještě za Václavova života se majitelem Střekova stal jeho syn František Josef Popel z Lobkovic, který částečně pustý hrad roku 1615 prodal Polyxeně z Lobkovic.
Během třicetileté války se na hradě vystřídala císařská, saská a švédská vojska. Sasové hrad obsadili koncem října 1631, Švédové potom několikrát: v červenci 1634 a dubnu 1639 to byly oddíly generála Banéra, v listopadu 1645 vojsko Lennarta Torstensona a poté ještě koncem srpna roku 1648. Hrad během té doby velmi zchátral a většina budov přišla o střechy. Chátrání pokračovalo i po válce, a roku 1660 byl obyvatelný jediný pokoj, kromě kterého se využívalo jen pět sklepů. V osmnáctém století se zřítily budovy v nejvyšší části hradu, později také palác i s kaplí. Přesto byla zřícenina využita za sedmileté války, kdy ji v roce 1757 obsadili Chorvati, kteří ustupovali před pruským vojskem. Chorvaté hrad opustili před postupem velké pruské armády a major Emminger jej obsadil svou posádkou. Po prohrané bitvě u Kolína Prusové ustupovali a Chorvaté pod velením Ernsta Laudona Střekov oblehli. Major Emminger se i s posádkou čítající 200 mužů vzdal.

### Novodobé dějiny

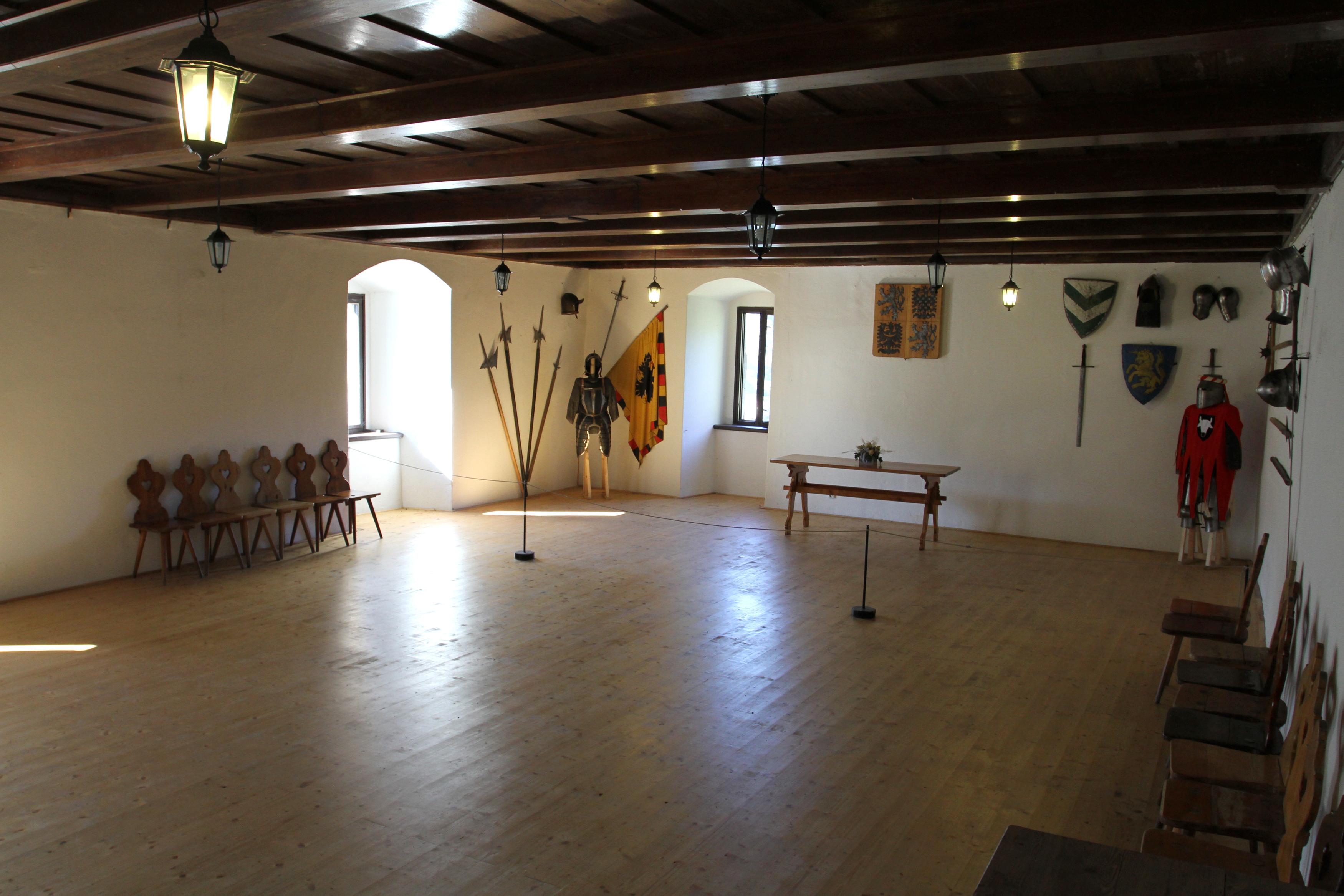
Interiér hradu

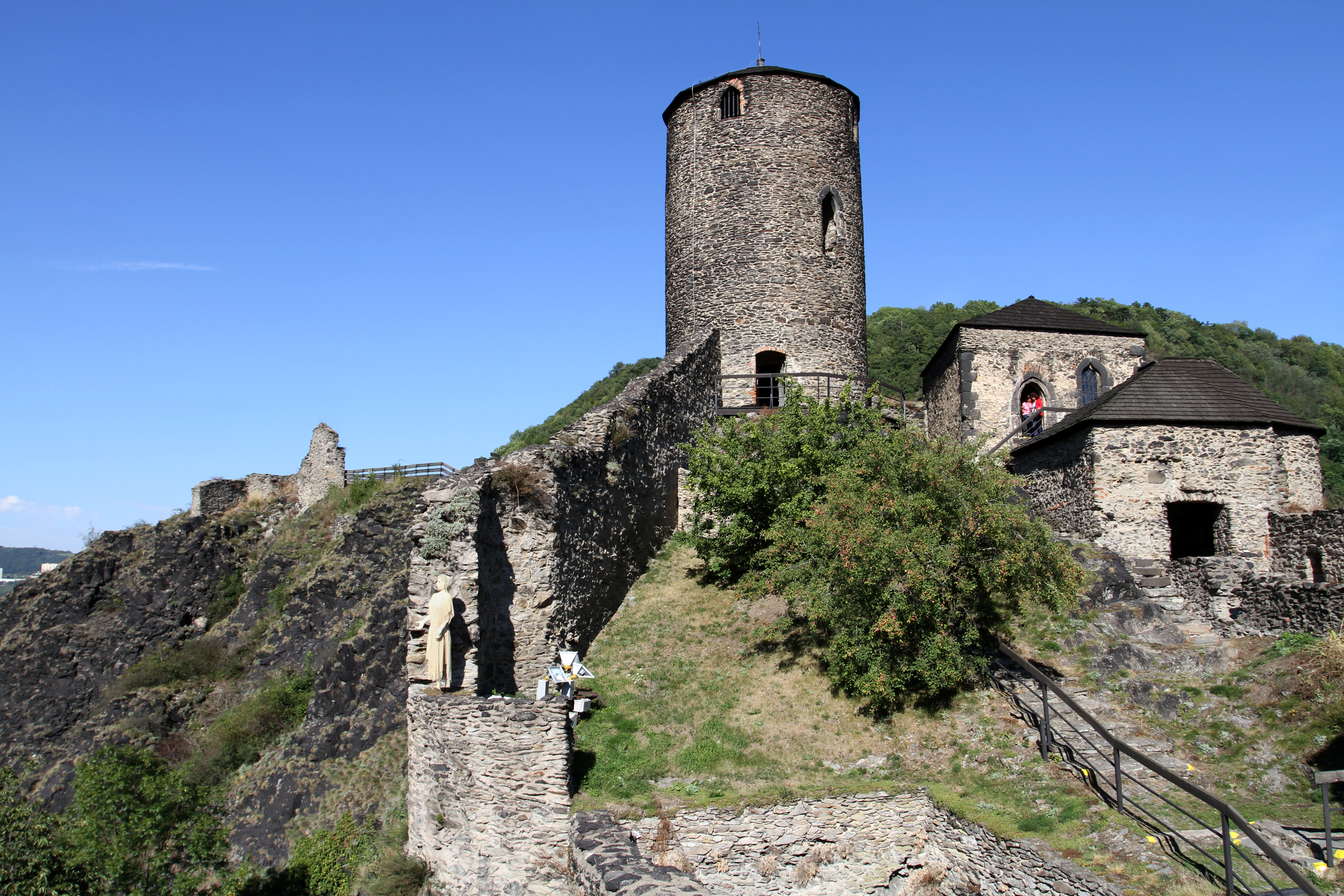
Bergfrit

V devatenáctém století byl hrad objeven romantiky a došlo k jeho obnově a úpravám pro potřeby turistického ruchu. Hrad navštívil Johann Wolfgang Goethe nebo Richard Wagner, jenž údajně inspirován hradem složil svou operu Tannhäuser. Maloval zde Adrian Ludwig Richter. Z českých romantiků jej navštívil Karel Hynek Mácha. V 19. století byl také hrad Střekov proslulý svým střekovským vínem.
V roce 1992 byl hrad v rámci restitučních zákonů vrácen zpět rodu Lobkoviců.

## Stavební podoba
Místem pro stavbu hradu se stal skalní ostroh s nadmořskou výškou 258 metrů a téměř kolmými stěnami. Horninové těleso ze sodalitického trachytu je tektonicky narušené a zvětralá hornina se deskovitě odlučuje. Ke zvětrávání dochází podél puklin, které umožnily vyhloubit rozsáhlé sklepy. Na skalních stěnách dochází k řícení a opadaný materiál tvoří na úpatí kamenná moře.
V době založení se hrad skládal z předhradí, do kterého se vjíždělo věžovitou branou, a dvojdílného jádra. V severní části předního hradu stál obdélný dvouprostorový palác se zaoblenými západními nárožími. Naproti paláci stojí okrouhlý bergfrit a v jihovýchodním nároží menší okrouhlá věž nebo věžice. Palác s věžemi spojují hradby zesílené polookrouhlými dovnitř otevřenými baštami. Do zadní části hradu se vcházelo po můstku přístupném brankou v hradbě pod bergfritem. Branka se uzavírala padacím můstkem. Dominantou druhé části jádra bývala rozlehlá budova s silnými stěnami. Je možné, že mívala věžovitou podobu a svou hmotou chránila stavby předního hradu.
Dispozice hradního jádra řadí Střekov mezi rozvinuté podoby hradů bergfritového typu. Zároveň je nejstarším hradem v Česku, na kterém byly použity bašty s odkazem na možnost aktivní obrany inspirované hrady kastelového typu. Vzhledem k členitému reliéfu však bylo jejich užití spíše demonstrační, protože dostatečnou ochranu hradu poskytovalo samotné staveniště.
Na počátku šestnáctého století se podoba hradu výrazně změnila. Přibylo první předhradí a ve starém předhradí vznikla obytná budova s velkým sálem. V hradním jádře zanikla menší věž, na jejím místě vyrostl věžovitý palác a nové budovy byly postaveny také podél obou hradeb. Do interiéru východní bašty byla vestavěna hradní kaple.

## Přístup
Návštěvníkům je hrad přístupný v návštěvních hodinách běžně od dubna do října. Kromě expozice kreseb a fotografií hradu a replik historických zbraní se na hradě konají kulturní akce. V prostorách bývalé kovárny funguje restaurace.